# Open Road (canção)
"Open Road" é uma canção escrita por Bryan Adams e Nigel Kennedy, gravada por Bryan Adams.
É o primeiro single do álbum Room Service.

## Paradas
| Parada (2004)       | Posição |
| ------------------- | ------- |
| Canadá              | 1       |
| Hungria             | 8       |
| Swiss Singles Chart | 17      |
| Itália              | 20      |
| UK Singles Chart    | 21      |
| Alemanha            | 23      |
| Holanda             | 28      |
| Áustria             | 35      |
| Bélgica             | 49      |
| Irish Singles Chart | 50      |